# Margaret Erskine
Margaret Erskine (1513? – 5 maggio 1572) era figlia di John Erskine e Margaret Campbell. Era quindi sorella di John Erskine conte di Mar. Fu amante di Giacomo V di Scozia e madre di Giacomo Stewart, I conte di Moray (1531-23 gennaio 1570).

## Madre di Giacomo conte di Moray
Giacomo Stewart si scontrò con la sorellastra Maria Stuarda, figlia di Giacomo V e della legittima moglie Maria di Guisa. Quando la regina venne accusata dell'assassinio del secondo marito Enrico Stuart, Lord Darnley e costretta ad abdicare, Giacomo assunse la reggenza del piccolo Giacomo VI di Scozia, figlio di Maria Stuarda ed Enrico, e imprigionò la regina.

## Altri figli
Nel 1527 si sposò con Sir Robert Douglas di Lochleven, che fu ucciso nella battaglia di Pinkie Cleugh.
Tra i figli avuti dal marito si ricordano William e George Douglas.
William Douglas, VI conte di Morton era il proprietario del Castello di Loch Leven dove fu tenuta prigioniera per più di dieci mesi la regina Maria Stuarda. 
Dal castello ella però riuscì ad evadere, proprio grazie all'aiuto del giovane George Douglas, e fuggì in Inghilterra, certa dell'appoggio della cugina Elisabetta; questa invece la imprigionò nuovamente per altri 19 anni fino a che ne ordinò l'esecuzione.